# 薩默鎮區 (伊利諾伊州尚佩恩縣)
薩默鎮區（英語：Somer Township）是位於美國伊利諾伊州尚佩恩縣的一個行政鎮區。

## 地方資料
根據2010年美國人口普查的數據，薩默鎮區的面積為84.60平方千米，當中陸地面積為84.52平方千米，而水域面積為0.08平方千米。當地共有人口1246人，而人口密度為每平方千米14.73人。